# Souvenir: The Very Best of Matia Bazar
Souvenir: The Very Best of Matia Bazar è l'ottava raccolta dei Matia Bazar, pubblicata su CD dalla Virgin Dischi (catalogo 243 8 45699 2) nel 1998.

| Recensione | Giudizio |
| ---------- | -------- |
| AllMusic   | [ 3 ]    |

## Descrizione
Raccolta ufficiale internazionale in due CD, contiene tutti brani cantati da Antonella Ruggiero e, per la prima volta, rimasterizzati con metodi digitali.
Nessun singolo estratto, unico inedito La única estrella verdadera.

## Tracce
L'anno indicato è quello di pubblicazione dell'album o del singolo che contiene il brano.

### CD 1
1. Per un'ora d'amore (versione album) – 3:58 (testo: Giovanni Belfiore, Aldo Stellita – musica: Piero Cassano, Carlo Marrale) – 1976
2. Solo tu – 3:28 (testo: Aldo Stellita – musica: Piero Cassano, Carlo Marrale) – 1977
3. Cavallo bianco (versione album) – 4:59 (testo: Giovanni Belfiore, Aldo Stellita – musica: Piero Cassano, Carlo Marrale) – 1976
4. C'è tutto un mondo intorno – 4:20 (testo: Giancarlo Golzi, Aldo Stellita – musica: Antonella Ruggiero, Piero Cassano, Carlo Marrale) – 1979
5. Angelina – 4:52 (testo: Aldo Stellita – musica: Antonella Ruggiero, Carlo Marrale) – 1985
6. Aria – 5:20 (testo: Aldo Stellita – musica: Antonella Ruggiero) – 1987
7. Matia Bazar con Enzo Jannacci – Elettrochoc – 4:49 (testo: Giancarlo Golzi – musica: Carlo Marrale) – 1983
8. Oggi è già domani... intorno a mezzanotte ('Round Midnight) – 4:51 (testo: Ermanno Capelli, Augusta Gagliano – musica: Cootie Williams, Thelonious Monk) – 1987
9. Aristocratica – 4:55 (testo: Aldo Stellita – musica: Carlo Marrale) – 1984
10. E dirsi ciao – 4:48 (testo: Giancarlo Golzi, Aldo Stellita – musica: Antonella Ruggiero, Piero Cassano, Carlo Marrale) – 1978
11. Mi manchi ancora – 5:28 (testo: Aldo Stellita – musica: Antonella Ruggiero, Sergio Cossu) – 1987
12. Stringimi (versione album) – 5:18 (testo: Aldo Stellita – musica: Sergio Cossu) – 1989
13. Sentimentale – 4:54 (testo: Aldo Stellita – musica: Carlo Marrale) – 1989
14. Vaghe stelle dell'Orsa – 3:48 (testo: Aldo Stellita – musica: Riccardo Giagni, Carlo Marrale) – 1987
15. La única estrella verdadera (feat. Miguel Bosé) – 4:29 (testo: Miguel Bosé – musica: Sergio Cossu, Carlo Marrale) – Inedito

Durata totale: 70:17

### CD 2
1. Vacanze romane – 4:14 (testo: Giancarlo Golzi – musica: Carlo Marrale) – 1983
2. Stasera che sera – 3:23 (testo: Aldo Stellita – musica: Piero Cassano, Carlo Marrale) – 1975
3. Dieci piccoli indiani – 4:43 (testo: Aldo Stellita – musica: Sergio Cossu) – 1987
4. Souvenir (versione album) – 4:36 (testo: Aldo Stellita – musica: Sergio Cossu, Carlo Marrale) – 1985
5. Mister Mandarino – 3:40 (testo: Aldo Stellita – musica: Piero Cassano, Carlo Marrale) – 1978
6. Besame – 4:42 (testo: Francesco Magni, Aldo Stellita – musica: Carlo Marrale) – 1989
7. Il video sono io – 3:56 (testo: Giancarlo Golzi – musica: Antonella Ruggiero) – 1983
8. Se tu – 5:11 (testo: Aldo Stellita – musica: Carlo Marrale) – 1989
9. Fantasia – 4:13 (testo: Giancarlo Golzi, Aldo Stellita – musica: Antonella Ruggiero, Carlo Marrale) – 1982
10. Fuori orario – 4:48 (testo: Giancarlo Golzi, Aldo Stellita – musica: Antonella Ruggiero, Carlo Marrale) – 1982
11. Noi (versione album) – 5:06 (testo: Aldo Stellita – musica: Sergio Cossu) – 1987
12. Ti sento – 4:15 (testo: Aldo Stellita – musica: Sergio Cossu, Carlo Marrale) – 1985
13. Nell'era delle automobili – 4:28 (testo: Aldo Stellita – musica: Carlo Marrale) – 1989
14. La prima stella della sera – 4:31 (testo: Aldo Stellita – musica: Sergio Cossu, Carlo Marrale) – 1988
15. Stasera... che sera! (live) – 5:50 (testo: Aldo Stellita – musica: Sergio Cossu, Carlo Marrale) – 1988

Durata totale: 67:36

## Formazione
Gruppo
- Antonella Ruggiero - voce solista, percussioni
- Sergio Cossu, Mauro Sabbione - tastiere
- Piero Cassano - tastiere, voce, chitarra
- Carlo Marrale - chitarre, voce
- Aldo Stellita - basso
- Giancarlo Golzi - batteria, percussioni